# Quatre-mains

Wolfgang Amadeus Mozart en zijn zus Nannerl spelen quatre-mains

De term quatre-mains (Frans voor 'vier handen') wordt gebezigd in een vorm van pianospelen waarbij twee pianisten betrokken zijn. 
In quatre-mainsstukken nemen twee spelers plaats aan één piano, waarbij de ene speler de hogere registers van de piano bespeelt (de discant) en de andere speler de basregisters. Wanneer twee pianisten samen musiceren, elk op een eigen instrument, spreekt men van een pianoduo.
Er bestaan naast piano ook andere vormen van quatre-mains, zoals twee beiaardiers die samen op een beiaard spelen of twee organisten die samen op een orgel spelen.
Het genre quatre-mains stamt uit de classicistische periode, maar werd vooral populair in de romantiek, toen er veel transcripties verschenen van grote orkestwerken, die door hun vorm als quatre-mains geliefd werden om ze zo in huiselijke of salonesque kring ten gehore te brengen.
Uit de classicistische periode zijn vooral de quatre-mainswerken van componisten als Wolfgang Amadeus Mozart bekend geworden.
Naast voordrachtswerken, originele werken en transcripties wordt het middel quatre-mains ook educatief ingezet, waarbij de leerling doorgaans een eenvoudiger partij speelt(de rechter partij), en de docent een wat moeilijker begeleiding verzorgt(de linker partij). Deze begeleiding kan als alternatief ook door bijvoorbeeld de moeder van de leerling of een meer gevorderde pianist worden gespeeld. Op deze manier kunnen dergelijke quatre-mains ook thuis samen worden geoefend en zelfs worden uitgevoerd. Een ander voordeel hiervan is dat de docent tijdens de les niet zelf hoeft te spelen, maar alleen maar aanwijzingen hoeft te geven.

## Problemen
Problemen die opduiken bij quatre-mainsspel zijn:
- Pedaalgebruik: de pedaliserende speler (dat is doorgaans de linker speler, omdat deze de harmonische basis doorgaans geeft) moet goed weten wat de andere speler speelt, om niet onnodig veel pedaal op de verkeerde plek te gebruiken (zodat eventuele melodienoten van de andere speler niet nodeloos dooreenvloeien).
- De beperkte speelruimte van de spelers: soms zitten de handen van de spelers elkaar in het vaarwater. Dit heeft vaak consequenties voor de vingerzettingen, die botsingen tussen de handen van de spelers moeten vermijden.[1]
- Er zijn doorgaans twee pianokrukken nodig, om aan de zithoogte van elke speler tegemoet te kunnen komen. Er zijn echter ook speciale quatre-mainskrukken, brede krukken met twee zittingen naast elkaar die afzonderlijk van elkaar omhoog en omlaag gezet kunnen worden om zo voor beide spelers de gewenste zithoogte te kunnen instellen. Dit wordt vaak in concertzalen toegepast, zodat dan maar één kruk hoeft te worden neergezet voor beide spelers. Als alternatief hiervoor kunnen ook twee gewone krukken naast elkaar worden gezet.
- Er moet bepaald worden wie wanneer omslaat als men van blad speelt en er geen paginaomdraaier aanwezig is. Een goede oplossing hiervoor is om uit het hoofd te spelen. Dan hoeft er helemaal niet omgeslagen te worden.
- De balans tussen de spelers is lastig te bepalen, ook is het gevaar aanwezig dat de klank te 'vet' en ondoorzichtig wordt.
- De twee musici dienen elkaar goed aan te voelen zodat hun beider timing met elkaar overeenkomt, in verband met gelijk(tijdig)heid van de aanslag.

## Partituur
De partituur van een quatre-mainsstuk kan op twee manieren gestalte hebben:
1. De linker speler (doorgaans 'secondo' genoemd) heeft zijn partij op de onderste twee notenbalken van een vierbalkig systeem staan, en de rechter speler (doorgaans 'primo' genoemd) speelt dan van de bovenste twee van die vier balken. De primo- en secondopartijen zijn beide voorzien van een aparte accolade over twee balken.
2. De linkerbladzijde van de partituur is voor de linker speler, de rechterbladzijde voor de rechter speler. Nadeel is dat lastig te zien is wat er onder elkaar moet klinken, voordeel is dat men slechts zijn eigen partij overzichtelijk voor zich heeft staan. Om duidelijk te zien wat onder elkaar moet klinken staan er in dit geval soms letters of cijfers in de partituur. Aan deze letters of cijfers is dan te zien wat onder elkaar moet klinken. Delen die bij elkaar horen hebben dan dezelfde letter of hetzelfde cijfer.

Veel werken voor quatre-mains zijn ook goed uit te voeren op twee piano's, omgekeerd (werken voor twee piano's uitvoeren als quatre-mains op een piano) is meestal niet mogelijk.

## Enkele bekende quatre-mainsstukken
- Johannes Brahms - Liebesliederwalzer
- Antonin Dvorak - Slavische dansen
- Gabriel Fauré - Dolly (suite)
- Wolfgang Amadeus Mozart - Sonate in D majeur
- Francis Poulenc - Sonate
- Erik Satie - La belle excentrique (suite)
- Franz Schubert - Fantasie in f mineur
- Maurice Ravel - Ma Mere l'Oye